# Deutsche Sledge-Eishockey Liga 2011/12
Die Saison 2011/12 war die 12. Spielzeit der Deutschen Sledge-Eishockey Liga. Die Saison startete am 1. Oktober 2011 und endete am 5. Mai 2012. Die Ice Lions Langenhagen gewannen erneut die Deutsche Meisterschaft. Die Wiehl Penguins und SG Bremer Pirates/Adendorf komplettierten die Top drei.

## Teilnehmer
Die Hamburg Bulldogs zogen aus Hamburg nach Adendorf und bilden dort die Sledge-Eishockey-Abteilung des Adendorfer EC. Als Spielgemeinschaft mit den Bremer Pirates nehmen sie weiter am Spielbetrieb der DSL teil.
- SG Bremer Pirates/Adendorfer EC
- Cardinals Dresden
- Heidelberg Ice Knights
- Kamen Barbarians
- Ice Lions Langenhagen
- Wiehl Penguins

## Modus
Die sechs teilnehmenden Mannschaften trugen die Spielzeit im Ligasystem aus. Dabei spielte jedes Team insgesamt zehn Mal und somit zwei Mal gegen jede andere Mannschaft. Insgesamt umfasste die Saison 30 Spiele. Für einen Sieg gab es drei Punkte. Bei einem Unentschieden folgte ein Penaltyschießen. Der Sieger des Penaltyschießens erhielt zwei Punkte, der unterlegenen Mannschaft wurde ein Zähler gutgeschrieben.

## Abschlusstabelle
Abkürzungen: Sp = Spiele, S = Siege, SnP = Siege nach Penaltyschießen, NnP = Niederlage nach Penaltyschießen, N = Niederlagen, ET = Erzielte Tore, GT = Gegentore, TD = Tordifferenz, Pkt = Punkte
| Pos |                        | Sp | S | SnP | NnP | N | ET | GT  | TD   | Pkt |
| --- | ---------------------- | -- | - | --- | --- | - | -- | --- | ---- | --- |
| 1.  | Ice Lions Langenhagen  | 10 | 8 | 0   | 2   | 0 | 69 | 11  | +58  | 26  |
| 2.  | Wiehl Penguins         | 10 | 7 | 0   | 0   | 3 | 88 | 25  | +63  | 21  |
| 3.  | SG Bremen/Adendorf     | 10 | 6 | 1   | 0   | 3 | 56 | 19  | +37  | 20  |
| 4.  | Cardinals Dresden      | 10 | 4 | 1   | 0   | 5 | 34 | 37  | −3   | 14  |
| 5.  | Kamen Barbarians       | 10 | 2 | 0   | 0   | 8 | 17 | 56  | −39  | 6   |
| 6   | Heidelberg Ice Knights | 10 | 1 | 0   | 0   | 9 | 3  | 119 | −116 | 3   |